# Гресоне Ла Трините
Гресонѐ Ла Тринитѐ (на италиански и на френски: Gressoney-La-Trinité, на местен диалект: Gressoney-La-Trinità, Гресоней Ла Тринита) е село и община в Северна Италия, автономен регион Вале д'Аоста. Разположено е на 1635 m надморска височина. Населението на общината е 309 души (към 2012 г.).